# Tisovac (Doboj, BiH)
Tisovac je naseljeno mjesto u sastavu općine Doboj, Republika Srpska, BiH.

## Stanovništvo
| Tisovac            |              |
| godina popisa      | 1991.        |
| Srbi               | 311 (99,36%) |
| Hrvati             | 1 (0,32%)    |
| Muslimani          | 0            |
| Jugoslaveni        | 1 (0,32%)    |
| ostali i nepoznato | 0            |
| ukupno             | 313          |